# Seed (film, 2007)
 (mars 2017).
Si vous disposez d'ouvrages ou d'articles de référence ou si vous connaissez des sites web de qualité traitant du thème abordé ici, merci de compléter l'article en donnant les références utiles à sa vérifiabilité et en les liant à la section « Notes et références ».
Pour les articles homonymes, voir Seed.
Série
Blood Valley: Seed's Revenge
(2014)
Pour plus de détails, voir Fiche technique et Distribution.
Seed est un film canadien réalisé par Uwe Boll non sorti dans les salles françaises.

## Synopsis
Jugé coupable, Seed, un tueur en série, est condamné à mort par chaise électrique. D'après la loi, s'il survit à 3 tentatives d'électrocution de 45 secondes avec 15 000 volts, il doit être libéré. Au bout de la deuxième tentative, Seed est toujours en vie ; le superviseur de l'exécution force le médecin à prononcer le décès et enterrer le tueur vivant.

## Fiche technique
- Titre : Seed
- Réalisation : Uwe Boll
- Scénario : Uwe Boll
- Production : Uwe Boll, Dan Clarke, Shawn Williamson
- Sociétés de production : Boll Kino Beteiligungs GmbH & Co. KG et Herold Productions
- Musique : Jessica de Rooij
- Photographie : Mathias Neumann
- Montage : Karen Porter
- Décors : Joanne LeBlanc
- Costumes : Maria Livingston
- Pays d'origine :  Canada
- Budget : 10 millions de dollars (6,6 millions d'euros)
- Format : Couleurs - 2,35:1 - DTS / Dolby Digital / SDDS - 35 mm
- Genre : Horreur
- Durée : 90 minutes
- Festivals : 27 avril 2007 (festival Weekend of Fear Festival), 26 août 2007 (festival London FrightFest Film Festival), 30 octobre 2007 (festival Carinthian Fright Nights Horror-Film Festival), 31 octobre 2007 (festival Ravenna Nightmare Film Festival)
- Dates de sortie : 27 avril 2007 (festival week-end de la peur, Allemagne), mars 2008 (Canada, États-Unis)
- public : interdit aux moins de 12 ans

## Distribution
- Michael Paré : Detective Matt Bishop
- Will Sanderson : Max Seed
- Ralf Moeller : Warden Arnold Calgrove
- Jodelle Ferland : Emily Bishop
- Thea Gill : Sandra Bishop
- Andrew Jackson : Dr. Parker Wickson
- Brad Turner : Larry Thompson
- Phillip Mitchell : Simpson
- Mike Dopud : Flynn
- Mike Eklund : Executioner
- John Hainsworth : Witness
- Vincent Walker : Inmate #1 (comme Vince Walker)
- Stewart William Big Sleeps : Inmate #2 (comme William 'BIGSLEEPS' Stewart)

## Autour du film
- La presse avait annoncé que Seed était fondé sur des faits réels mais la remise en liberté d'un condamné à mort qui aurait survécu à trois reprises à la chaise électrique entre dans le cadre des légendes urbaines.
- Uwe Boll a annoncé qu'il a fait Seed pour exprimer toute sa haine envers les critiques…
- Le film a été tourné à Vancouver au Canada durant les mois de juillet et août 2006.
- L'organisation PETA, ayant mis des scènes réelles de cruauté à l'égard des animaux à disposition du film, en reçoit 2,5 % des recettes internationales.
- Le film connait une suite, en 2014 : La Vallée de la mort (Seed 2 : the new breed, aussi connu comme Blood Valley : Seed's Revenge), réalisé par Marcel Walz.

## Récompenses
Seed a été récompensé au New York City Horror Film Award pour les meilleurs maquillages/effets spéciaux.